# Liste der Naturdenkmale im Kreis Schleswig-Flensburg
Die Liste der Naturdenkmale im Kreis Schleswig-Flensburg enthält die Naturdenkmale im Kreis Schleswig-Flensburg in Schleswig-Holstein.

## Liste
Link zu einem Kartenansichtstool (u. a. um Koordinaten zu setzen)

| Bild                                    | Bezeichnung                                                       | Ort                                                      | Lage                              | Beschreibung | Datum                                              | Nummer |
| --------------------------------------- | ----------------------------------------------------------------- | -------------------------------------------------------- | --------------------------------- | --- | -------------------------------------------------- | ------ |
| BW                                      | 1 Eiche, Brauteiche                                               | Schuby                                                   | (54° 30′ 39,3″ N, 9° 30′ 39,8″ O) | 300–400 Jahre alte Stiel-Eiche, Höhe: 16,0 m, Umfang: 5,61 m. (gemessen 2023) Standort an der Straße von Schleswig nach Hüsbygaard. An der Grenze von Schuby zu Hüsby, und ca. 100 m entfernt zu Schleswig. | 8. Mai 1937/Reg. Amtsbl. S. 161                    | 1      |
| Direkt Bild zu diesem Denkmal hochladen | 1 Eiche, 1 Esche, 1 Rotbuche                                      | Ulsnis                                                   | ()                                | | 8. Mai 1937/Reg. Amtsbl. S. 161                    | 2      |
| BW                                      | 1 Stieleiche                                                      | Boren Güderott 500 m nördlich von Güderott an der Straße | (54° 37′ 21,1″ N, 9° 47′ 49,7″ O) | Etwa 350 Jahre alte Stiel-Eiche, Höhe: 20,0 m, Umfang: 7,50 m. (gemessen 2017) | 8. Mai 1937/Reg. Amtsbl. S. 161                    | 3      |
| Direkt Bild zu diesem Denkmal hochladen | 1 Wanderblock (Königstein)                                        | Grödersby                                                | ()                                | | 7. März 1938/Reg. Amtsbl. S. 92                    | 4      |
| Direkt Bild zu diesem Denkmal hochladen | 1 Eibe                                                            | Boren                                                    | ()                                | | 26. Februar 1940/Reg. Amtsbl. S. 50                | 5      |
| Direkt Bild zu diesem Denkmal hochladen | 1 Eiche                                                           | Satrup                                                   | ()                                | | 26. Februar 1940/Reg. Amtsbl. S. 50                | 7      |
| Direkt Bild zu diesem Denkmal hochladen | 1 Buche                                                           | Schnarup-Thumby                                          | ()                                | | 26. Februar 1940/Reg. Amtsbl. S. 50                | 8      |
| Direkt Bild zu diesem Denkmal hochladen | 1 Eiche                                                           | Schuby                                                   | ()                                | | 1. Dezember 1948/Amtsbl. Schl.-H./AAz. 1949, S. 81 | 9      |
| BW                                      | 1 Hängebuche                                                      | Schleswig                                                | (54° 30′ 47″ N, 9° 33′ 9″ O)      | | 5. Februar 1953/Amtsbl. Schl.-H./AAz S. 32         | 10     |
| Direkt Bild zu diesem Denkmal hochladen | 1 Rotbuche                                                        | Scheggerott / Brarupholz                                 | ()                                | | 25. Februar 1953/Amtsbl. Schl.-H./AAz S. 38        | 11     |
| BW                                      | 1 Eiche (Tiergarten)                                              | Schleswig                                                | (54° 31′ 10,3″ N, 9° 31′ 30,2″ O) | 250 Jahre alte Stiel-Eiche, Höhe: 28,0 m, Umfang: 5,90 m. (gemessen 2021) | 30. August 1956/Amtsbl. Schl.-H./AAz S.            | 12     |
| Direkt Bild zu diesem Denkmal hochladen | 1 Linde (Pastorat)                                                | Schnarup-Thumby                                          | ()                                | | 23. November 1956/Amtsbl. Schl.-H./AAz 1957, S. 27 | 13     |
| Direkt Bild zu diesem Denkmal hochladen | 1 Ulme (Pastorat)                                                 | Schnarup-Thumby                                          | ()                                | | 23. November 1956/Amtsbl. Schl.-H./AAz 1957, S. 27 | 14     |
| Direkt Bild zu diesem Denkmal hochladen | 1 Rotbuche (Försterei)                                            | Kropp                                                    | ()                                | | 10. September 1957/Amtsbl. Schl.-H./AAz S. 251     | 15     |
| BW                                      | Rotbuche (Pastorat)                                               | Grundhof                                                 | (54° 46′ 18″ N, 9° 39′ 20,9″ O)   | | 10. März 1936/Reg. Amtsbl. 1937, S. 41             | 16     |
| Direkt Bild zu diesem Denkmal hochladen | 1 Blutbuche (Park Stutebüll)                                      | Kronsgaard                                               | ()                                | | 10. März 1936/Reg. Amtsbl. 1937, S. 41             | 17     |
| BW                                      | Eibe (Försterei Rundhof)                                          | Stangheck                                                | (54° 43′ 29,4″ N, 9° 51′ 7,8″ O)  | | 10. März 1936/Reg. Amtsbl. 1937, S. 41             | 19     |
| BW                                      | 2 Eiben                                                           | Glücksburg Rathausstraße 36                              | (54° 50′ 16″ N, 9° 33′ 6,9″ O)    | | 10. März 1936/Reg. Amtsbl. 1937, S. 41             | 20     |
| BW                                      | 1 Eiche Petersenallee/Waldstraße                                  | Glücksburg                                               | (54° 50′ 14,9″ N, 9° 32′ 58,2″ O) | | 10. März 1936/Reg. Amtsbl. 1937, S. 41             | 21     |
| BW                                      | 1 Eiche ehem. Kreisbahnhof                                        | Dollerup                                                 | (54° 46′ 24,5″ N, 9° 40′ 50,6″ O) | | 10. März 1936/Reg. Amtsbl. 1937, S. 41             | 22     |
| BW                                      | 1 Eiche                                                           | Husby Husbyries Kappelner Str./Snorrum                   | (54° 45′ 51,4″ N, 9° 36′ 5,5″ O)  | Waldemarseiche, daneben ein Bismarckdenkmal | 10. März 1936/Reg. Amtsbl. 1937, S. 41             | 23     |
| Direkt Bild zu diesem Denkmal hochladen | 1 Eiche in Sörup-Schuby                                           | Sörup                                                    | ()                                | | 10. März 1936/Reg. Amtsbl. 1937, S. 41             | 24     |
| BW                                      | 1 Eiche (Buckhagen)                                               | Rabel Buckhagen                                          | (54° 41′ 19,6″ N, 9° 58′ 5,6″ O)  | 400–500 Jahre alte Stiel-Eiche, Höhe: 18,0 m, Umfang: 7,95 m. (gemessen 2017) Der tote Baum ist im Jahr 2018 umgefallen.                                                                                    | 10. März 1936/Reg. Amtsbl. 1937, S. 41             | 25     |
| BW                                      | 1 Eiche am Hof Suder                                              | Sterup                                                   | (54° 43′ 38″ N, 9° 44′ 27,5″ O)   | | 10. März 1936/Reg. Amtsbl. 1937, S. 41             | 26     |
| BW                                      | 1 Eiche in Schnabe                                                | Sterup Schnabe 3                                         | (54° 43′ 26,1″ N, 9° 44′ 21,1″ O) | 350–450 Jahre alte Stiel-Eiche, Höhe: 16,5 m, Umfang: 6,62 m. (gemessen 2021) | 10. März 1936/Reg. Amtsbl. 1937, S. 41             | 27     |
| BW                                      | 1 Esche auf der Eselswiese                                        | Stangheck                                                | (54° 43′ 42,1″ N, 9° 50′ 51,4″ O) | Zwiesel, ungleichmäßige Krone, Höhe: 26,0 m, Umfang: 5,07 m. (gemessen 2023) | 10. März 1936/Reg. Amtsbl. 1937, S. 41             | 29     |
| Fotos hochladen                         | 4 Linden (Alter Friedhof)                                         | Glücksburg Schinderdamm 9                                | (54° 50′ 4,2″ N, 9° 32′ 47,4″ O)  | | 10. März 1936 / Reg. Amtsbl. 1937, S. 41           | 30     |
| Fotos hochladen                         | 1 Linde (Kirchhof)                                                | Steinbergkirche                                          | (54° 45′ 18,2″ N, 9° 45′ 35″ O)   | Die als Reformationslinde bezeichnete Sommerlinde ist im Juli 2024 zum Nationalerbe-Baum ausgezeichnet worden.                                                                                              | 10. März 1936/Reg. Amtsbl. 1937, S. 41             | 31     |
| Direkt Bild zu diesem Denkmal hochladen | 1 Linde in der Kuhau                                              | Stoltebüll                                               | ()                                | | 10. März 1936/Reg. Amtsbl. 1937, S. 41             | 32     |
| BW                                      | 1 Ulme in Frauenhof                                               | Esgrus                                                   | (54° 41′ 44,9″ N, 9° 49′ 19,2″ O) | | 10. März 1936/Reg. Amtsbl. 1937, S. 41             | 34     |
| Fotos hochladen                         | 13 Eichen Kirchhof                                                | Esgrus                                                   | (54° 43′ 23,3″ N, 9° 46′ 54,2″ O) | | 10. März 1936/Reg. Amtsbl. 1937, S. 41             | 35     |
| Direkt Bild zu diesem Denkmal hochladen | 1 Buche, 2 Eichen und Baumgruppe in Sterupgaard                   | Sterup                                                   | ()                                | | 10. März 1936/Reg. Amtsbl. 1937, S. 41             | 36     |
| BW                                      | Baumgruppe von Kastanien, Eschen und Linden vor dem Hauptpastorat | Grundhof                                                 | (54° 46′ 19,6″ N, 9° 39′ 14,4″ O) | | 10. März 1936/Reg. Amtsbl. 1937, S. 41             | 37     |
| Fotos hochladen                         | Eichenkratt in den Jerrisbekwiesen                                | Jörl                                                     | (54° 36′ 0,3″ N, 9° 18′ 35,7″ O)  | | 10. März 1936/Reg. Amtsbl. 1937, S. 41             | 38     |
| Fotos hochladen                         | Lindenallee nach Frauenhof                                        | Esgrus                                                   | (54° 41′ 36,3″ N, 9° 49′ 23,1″ O) | | 10. März 1936/Reg. Amtsbl. 1937, S. 41             | 39     |
| BW                                      | Lindenallee nach Drült                                            | Stoltebüll                                               | (54° 41′ 14,6″ N, 9° 52′ 12″ O)   | | 10. März 1936/Reg. Amtsbl. 1937, S. 41             | 40     |
| BW                                      | 1 Eiche im Tiergarten Buckhagen                                   | Rabel                                                    | (54° 41′ 29,9″ N, 9° 57′ 38,9″ O) | | 10. März 1936 / Reg. Amtsbl. 1937, S. 41           | 42     |
| Direkt Bild zu diesem Denkmal hochladen | 1 Eibe                                                            | Sörup                                                    | ()                                | | 10. März 1936/Reg. Amtsbl. 1937, S. 41             | 43     |
| BW                                      | 2 Linden auf dem alten Friedhof                                   | Glücksburg Schinderdamm 9                                | (54° 50′ 4,2″ N, 9° 32′ 48,1″ O)  | | 10. März 1936/Reg. Amtsbl. 1937, S. 41             | 45     |
| BW                                      | Findlingsstein (Fünenstein)                                       | Westerholz                                               | (54° 48′ 34,6″ N, 9° 42′ 32,4″ O) | | 17. März 1936/Kreisbl. vom 17. März 1937           | 46     |
| Direkt Bild zu diesem Denkmal hochladen | Feldweg mit beidseitigem Knick                                    | Tarp                                                     | ()                                | | 17. März 1936/Kreisbl. vom 17. März 1937           | 47     |
| Direkt Bild zu diesem Denkmal hochladen | 1 Eiche (Kreisstraße 103 / Landesstraße 248)                      | Sterup                                                   | ()                                | | 17. März 1936/Kreisbl. vom 17. März 1937           | 48     |
| Direkt Bild zu diesem Denkmal hochladen | 1 Eiche (Wulfsholz)                                               | Hasselberg Wulfsholz                                     | ()                                | | 29. August 1951/Kreisbl. vom 7. August 1951        | 49     |
| BW                                      | Rosskastanie an der Gastwirtschaft Freienwillen                   | Langballig                                               | (54° 48′ 51″ N, 9° 38′ 13,8″ O)   | | 29. August 1951/Kreisbl. vom 7. August 1951        | 50     |
| BW                                      | 3 Eiben in Mariengaard                                            | Grundhof Mariengaard                                     | (54° 46′ 13,2″ N, 9° 37′ 56,9″ O) | | 15. Mai 1952/Kreisbl. vom 23. Mai 1952             | 51     |
| BW                                      | 1 Riesenlebensbaum in Mariengaard                                 | Grundhof Mariengaard                                     | (54° 46′ 11,4″ N, 9° 37′ 50,2″ O) | | 15. Mai 1952/Kreisbl. vom 23. Mai 1952             | 52     |
| Direkt Bild zu diesem Denkmal hochladen | 1 Eiche an der Schule                                             | Husby                                                    | ()                                | | 15. Mai 1952/Kreisbl. vom 23. Mai 1952             | 53     |
| Direkt Bild zu diesem Denkmal hochladen | Baumgruppe im Pastoratsgarten                                     | Husby                                                    | ()                                | | 15. Mai 1952/Kreisbl. vom 23. Mai 1952             | 54     |
| Direkt Bild zu diesem Denkmal hochladen | 4 Lamperts-Nussbäume (Hohenau)                                    | Langballig Hohenau                                       | ()                                | | 15. Mai 1952 / Kreisbl. vom 23. Mai 1952           | 55     |
| Direkt Bild zu diesem Denkmal hochladen | 1 Riesenlebensbaum in Aukjer                                      | Grundhof                                                 | ()                                | | 15. Mai 1952/Kreisbl. vom 23. Mai 1952             | 56     |
| BW                                      | 1 Virginische Sumpfzypresse                                       | Grundhof Talweg                                          | (54° 46′ 23,1″ N, 9° 39′ 27,4″ O) | | 15. Mai 1952/Kreisbl. vom 23. Mai 1952             | 57     |
| Fotos hochladen                         | Baumgruppe von 17 Linden auf dem Kirchhof                         | Grundhof                                                 | (54° 46′ 25,9″ N, 9° 39′ 11,7″ O) | | 13. Oktober 1958/Amtsbl. S.-H./AAz S. 279          | 58     |
| Direkt Bild zu diesem Denkmal hochladen | Baumgruppe in Möllmark beiderseits der Landesstraße 22            | Sörup                                                    | ()                                | | 13. Oktober 1958/Amtsbl. S.-H./AAz S. 279          | 59     |
| BW                                      | Feldweg mit Knickbestand in Ellund                                | Handewitt bei Ellund-West 6                              | (54° 47′ 25,8″ N, 9° 17′ 26,2″ O) | | 13. Oktober 1958/Amtsbl. S.-H./AAz S. 279          | 60     |
| BW                                      | Baumgruppe in Wassersleben                                        | Harrislee Wassersleben                                   | (54° 49′ 43,7″ N, 9° 25′ 4,8″ O)  | | 7. Dezember 1971/Amtsbl. S.-H./AAz S. 366          | 61     |
| BW                                      | Quelle Wolsroi                                                    | Steinbergkirche Gintoft                                  | (54° 46′ 56,7″ N, 9° 46′ 24,4″ O) | artesische Quelle | 2. November 1976/Amtsbl. S.-H./AAz S. 524          | 63     |
| BW                                      | Galgenberg (Hörst)                                                | Maasholm                                                 | (54° 41′ 29,6″ N, 10° 0′ 6,9″ O)  | | 28. Oktober 1976/Amtsbl. S.-H./AAz 1977, S. 11     | 64     |
| mehr Fotos \| Fotos hochladen           | Twieberge                                                         | Norderstapel                                             | (54° 21′ 20″ N, 9° 14′ 51,1″ O)   | | 28. Oktober 1976/Amtsbl. S.-H./Aaz, S. 515         | 65     |
| BW                                      | Wildbrombeerhecken – Rubus cardiophyllus                          | Glücksburg                                               | (54° 50′ 57,6″ N, 9° 35′ 15,9″ O) | | 2. Mai 1977/Amtsbl. S.-H./AAz S. 131               | 66     |
| Direkt Bild zu diesem Denkmal hochladen | Wildbrombeerhecken – Rubus pallidifolium                          | Handewitt                                                | ()                                | | 2. Mai 1977/Amtsbl. S.-H./AAz S. 128               | 67     |
| BW                                      | Binnendüne mit Kratt und Wacholderbestand                         | Jörl                                                     | (54° 37′ 11,6″ N, 9° 16′ 7,7″ O)  | | 25. Juli 1977/Amtsbl. S.-H./AAz S. 265             | 68     |
| BW                                      | Stieleichen an der Schlei zwischen Bognis und Pagerö              | Ekenis                                                   | (54° 36′ 20,7″ N, 9° 51′ 51,7″ O) | | 12. September 1977/Amtsbl. S.-H./AAz S. 391        | 69     |
| Fotos hochladen                         | Holnis-Kliff                                                      | Glücksburg                                               | (54° 52′ 20,6″ N, 9° 35′ 13,2″ O) | | 4. Februar 1978/Amtsbl. S.-H./AAz S. 137           | 70     |
| BW                                      | 1 Linde, 1 Eiche und 1 Buche am Gasthof Ülsby                     | Ülsby                                                    | (54° 37′ 52,4″ N, 9° 35′ 48,6″ O) | | 14. November 1977/Amtsbl. S.-H./AAz S. 413         | 71     |
| BW                                      | Freiheitseiche Espertoft                                          | Silberstedt Espertoft Dorfstraße                         | (54° 32′ 53,4″ N, 9° 20′ 12,3″ O) | mit Gedenkstein 1864 | 14. November 1977/Amtsbl. S.-H./AAz S. 413         | 72     |
| BW                                      | Hülse in Dollerupholz                                             | Westerholz Dollerupholz Meiereistraße                    | (54° 48′ 18″ N, 9° 41′ 48,2″ O)   | | 26. Januar 1978/Amtsbl. S.-H./AAz S. 122           | 73     |
| BW                                      | Baumbestand des Hofes Grahlenstein                                | Gelting                                                  | (54° 45′ 48″ N, 9° 54′ 6,1″ O)    | | 9. Januar 1978/Amtsbl. S.-H./AAz S. 25             | 74     |
| BW                                      | Rotbuche                                                          | Schaalby                                                 | (54° 32′ 58,3″ N, 9° 38′ 25,9″ O) | | 15. März 1978/Amtsbl. S.-H./AAz S. 175             | 75     |
| BW                                      | Himmelsauge bei Ruhekrug                                          | Schleswig                                                | (54° 32′ 2,1″ N, 9° 31′ 23,6″ O)  | | 13. Juni 1979/Kreisbl. S. 205                      | 78     |
| Direkt Bild zu diesem Denkmal hochladen | 1 Eiche am Hof Clausen Dammholm                                   | Havetoftloit Dammholm                                    | ()                                | | 13. Juni 1979/Kreisbl. S. 203                      | 79     |
| Direkt Bild zu diesem Denkmal hochladen | Redder mit Hohlweg                                                | Havetoftloit                                             | ()                                | | 21. Februar 1985/Kreisbl. S. 66                    | 80     |
| BW                                      | Paläoböden am Stolzberg                                           | Böxlund                                                  | (54° 50′ 14,3″ N, 9° 10′ 19,6″ O) | | 14. Februar 1984/Kreisbl. S. 49                    | 81     |
| Fotos hochladen                         | Buche in Gottrupel                                                | Handewitt                                                | (54° 47′ 16,7″ N, 9° 19′ 54,8″ O) | | 20. August 1984/Kreisbl. S. 255                    | 82     |
| Direkt Bild zu diesem Denkmal hochladen | Eiche in Böelschuby                                               | Böel                                                     | ()                                | | 28. April 1986/Kreisbl. Nr. 11                     | 83     |
| BW                                      | Eiche in Maasholm-Bad                                             | Maasholm                                                 | (54° 42′ 0,4″ N, 9° 59′ 58,5″ O)  | | 25. April 1985/Kreisbl. Nr. 7                      | 84     |
| BW                                      | Büchert-Eiche                                                     | Sankelmark                                               | (54° 44′ 48″ N, 9° 27′ 5″ O)      | Der Sophienhof ist seit 1765 in Besitz der Familie Büchert, die Eiche könnte damals gepflanzt sein. | 20. Juli 1988/Kreisbl. Nr. 15                      | 85     |
| BW                                      | Redder am Wiesenweg                                               | Handewitt                                                | (54° 47′ 16,8″ N, 9° 20′ 42″ O)   | | 13. September 1990/Kreisbl. Nr. 20                 | 86     |